# Ян Тшопінський
Ян Тшопінський (пол. Jan Trzopiński; 5 вересня 1855, Сідзіна — 8 січня 1931, Кохавина (нині в межах Гніздичева)) — польський римо-католицький священник, прелат, парох Кохавини (нині — південна частина Гніздичева).

## Життєпис
Народився сьомою (з одинадцяти) дитиною в родині Яна і Катерини Поцьонгів. Освіту здобув у парафіяльній школі, організованій кс. Войцехом Бляшинським. У 1867 році розпочав навчання в школі в Мисленицях. За чотири роки навчання перейшов до гімназії святої Анни в Кракові. Далі призупинив навчання з причини браку фінансів. У 1874 році продовжив навчання з четвертого класу гімназії у Вадовицях, однак знову був змушений перервати навчання, цього разу по хворобі. Далі навчався самостійно, що дало змогу 1880 року в гімназії святої Анни здати екзамен зрілості.
3 вересня 1886 року переїхав до Кохавини, де зайняв посаду спочатку вікарія, a з 1898 року — пароха. У Кохавині розбудував костел і будинок священника, організував розбудову нової каплиці на місці, де знайшли чудодійну ікону («образ») Матері Божої (1901—1902 рр.). Вжив заходів, які затвердили думку про чудодійність Кохавинської Матері Божої; каплиця стала місцем паломництва, діставши назву «Ясної Гори Землі Львівської». Довів до справи ідею коронації образу Божої Матері папськими коронами, що було здійснено 15 серпня 1912 року. У заходах взяли участь 100 000 паломників.
У 1902 році викупив у родини Девичів маєток Дашава біля Стрия, розпочавши заселення цих земель вихідцями з Малопольщі, запобігаючи таким способом колонізації краю німцями[джерело?]. Тут була заснована філія парафії Кохавина. З часом тут була розбудована каплиця, потім костел, в якому 29 грудня 1923 року була затверджена нова парафія, незалежна від Кохавини.